# مقاطعة كوهرنغ
مقاطعة كوهرنغ (بالفارسية: شهرستان کوهرنگ) هي إحدى مقاطعات محافظة تشهارمحال وبختیاري في إيران. عاصمة المقاطعة هي تشلغرد. حسب تعداد 2006، بلغ عدد السكان 33,468 نسمة في 5,980 عائلة.